# Mango (oiseau)
Taxons concernés
Dans la famille des Trochilidae
- dans les genres :
  - Anthracothorax
  - Avocettulamodifier

Mango est un terme général du vocabulaire français qui ne correspond pas exactement à un niveau de classification scientifique. C'est-à-dire qu'il s'agit d'un nom vernaculaire dont le sens est ambigu en biologie car utilisé seulement pour désigner une partie des différentes espèces d'oiseaux-mouches de la famille des Trochilidae et répartis dans plusieurs genres distincts. Ce nom est à la base de plusieurs noms normalisés ou de noms vulgaires créés pour la nomenclature scientifique en français.

## Physiologie, comportement et écologie
Les caractéristiques générales des mangos sont celles des Trochilidae, avec des nuances pour chaque espèce : voir les articles détaillés pour plus d'informations sur leur description ou leur mode de vie.

## Noms en français et noms scientifiques correspondants

### Noms normalisés
Liste alphabétique des noms normalisés selon la CINFO (màj 2009) et Avibase, en regard du nom scientifique valide reconnu par la classification de référence (version 2.7, 2010) du Congrès ornithologique international.
- Mango à cravate noire – Anthracothorax nigricollis
- Mango à cravate verte – Anthracothorax viridigula
- Mango avocette - Avocettula recurvirostris
- Mango de Jamaïque – Anthracothorax mango
- Mango de Prévost – Anthracothorax prevostii
- Mango de Veraguas – Anthracothorax veraguensis
- Mango doré - Anthracothorax dominicus
- Mango vert – Anthracothorax viridis

### Noms divers
Liste alphabétique de noms vernaculaires ou de noms vulgaires] dont l’usage est attesté.
- Mango d'Équateur - Anthracothorax prevostii iridescens[2]
- Mango d'Hispaniola - la sous-espèce Anthracothorax dominicus dominicus[2]
- Mango de Porto Rico - la sous-espèce Anthracothorax dominicus aurulentus[2]